# دلفین بلان
دلفین بلان (انگلیسی: Delphine Blanc؛ زادهٔ ۷ ژوئن ۱۹۸۳) بازیکن فوتبال اهل فرانسه است.
از باشگاه‌هایی که در آن بازی کرده‌است می‌توان به باشگاه فوتبال زنان المپیک لیون، باشگاه فوتبال زنان پاری سن ژرمن، و باشگاه فوتبال زنان مون‌پلیه اشاره کرد.
وی همچنین در تیم‌های ملی فوتبال France women's national under-21 football team و زنان فرانسه بازی کرده‌است.